# Kiwi austral
Apteryx australis
Espèce
Statut de conservation UICN

 VU A2be+3be+4be : Vulnérable
Répartition géographique
Le Kiwi austral (Apteryx australis) est une espèce d'oiseaux endémique de Nouvelle-Zélande. Son nom est un emprunt au terme māori kivi-kivi qui désigne cet oiseau. Les rats et les phalangers-renard sont connus pour être des prédateurs de cet oiseau.
Le kiwi, de la taille d'une poule (environ 60 cm pour 2 à 3,8 kg), est doté d'ailes, réduites à des moignons (il est donc incapable de voler), d'un long bec, d'un plumage brunâtre et est dépourvu de queue. Les kiwis ont une vue médiocre, mais un odorat développé. Leurs narines sont situées à l'extrémité de leur bec. Le kiwi reste caché le jour et sort la nuit chercher sa nourriture, des larves d'insectes qu'il trouve dans le sol grâce à son odorat. C'est un animal qui vit généralement en milieu forestier.
Les kiwis vivent en couple, et ce pendant une trentaine d'années. La femelle est plus grosse que le mâle, et pond des œufs qui représentent environ 20 % de son poids. Proportionnellement, c'est le plus gros œuf du monde. C'est le mâle qui couve les œufs. L'incubation dure de 70 à 80 jours.

## Description

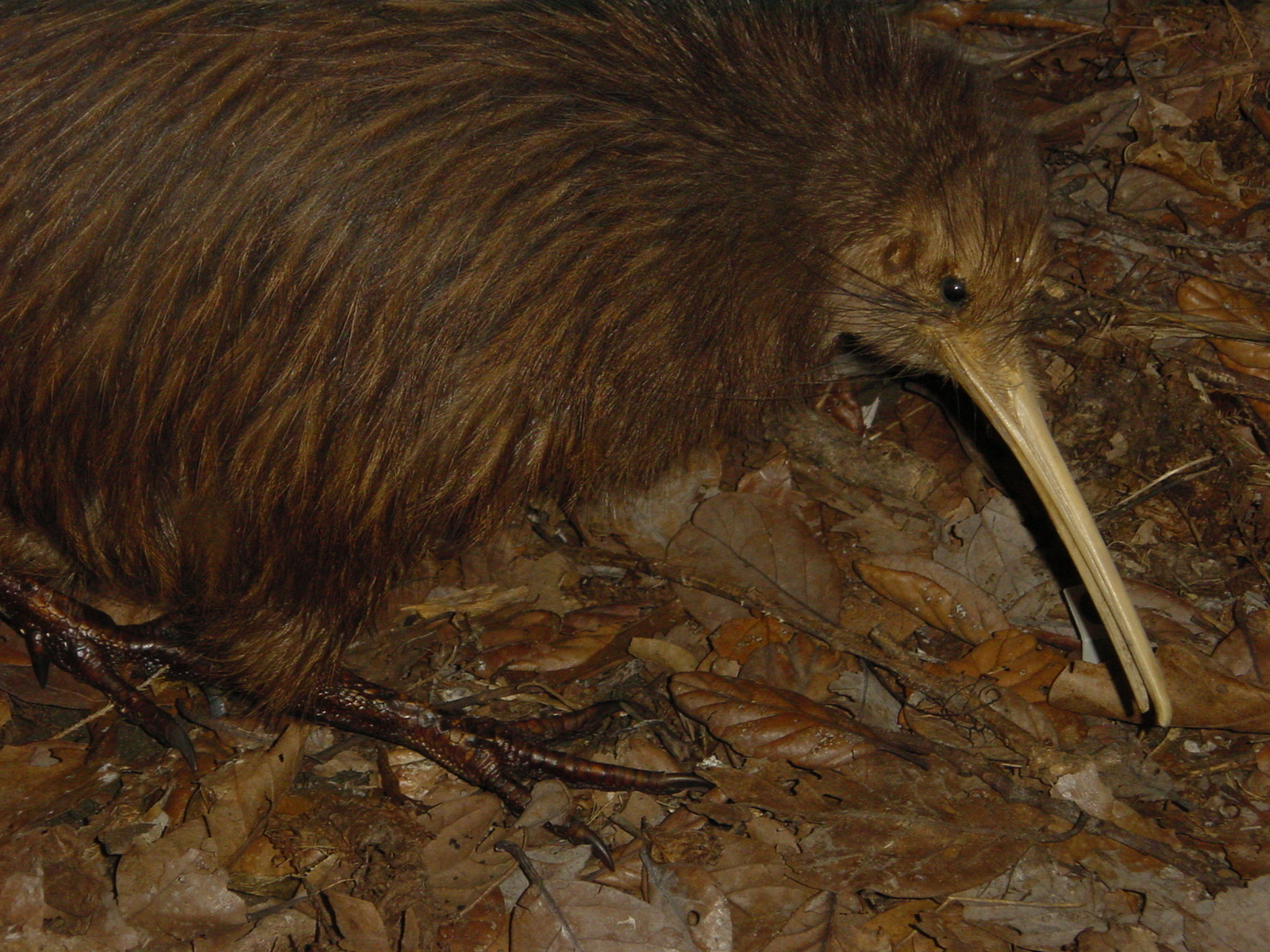
Des vibrisses recouvrent la base du bec du Kiwi austral.

Le Kiwi austral a la taille d'une poule, il mesure environ 60 cm. La femelle a un poids compris entre et 2 060 à 3 850 g.
Le plumage de ce kiwi est gris-brun. Le bec est blanc ou rose clair. L'iris et les pattes sont bruns. Le Kiwi austral est dépourvu de queue. Ses ailes, longues de 5 cm et cachées sous son plumage, ne lui permettent pas de voler. Le bec est long, fin et légèrement courbé. Ses narines sont situées à l'extrémité de son bec, son odorat est donc très développé.
La femelle est plus grande que le mâle.
Le plumage des juvéniles est plus clair et plus ébouriffé que celui des adultes.
À l'état sauvage, le Kiwi austral peut vivre une trentaine d'années,.

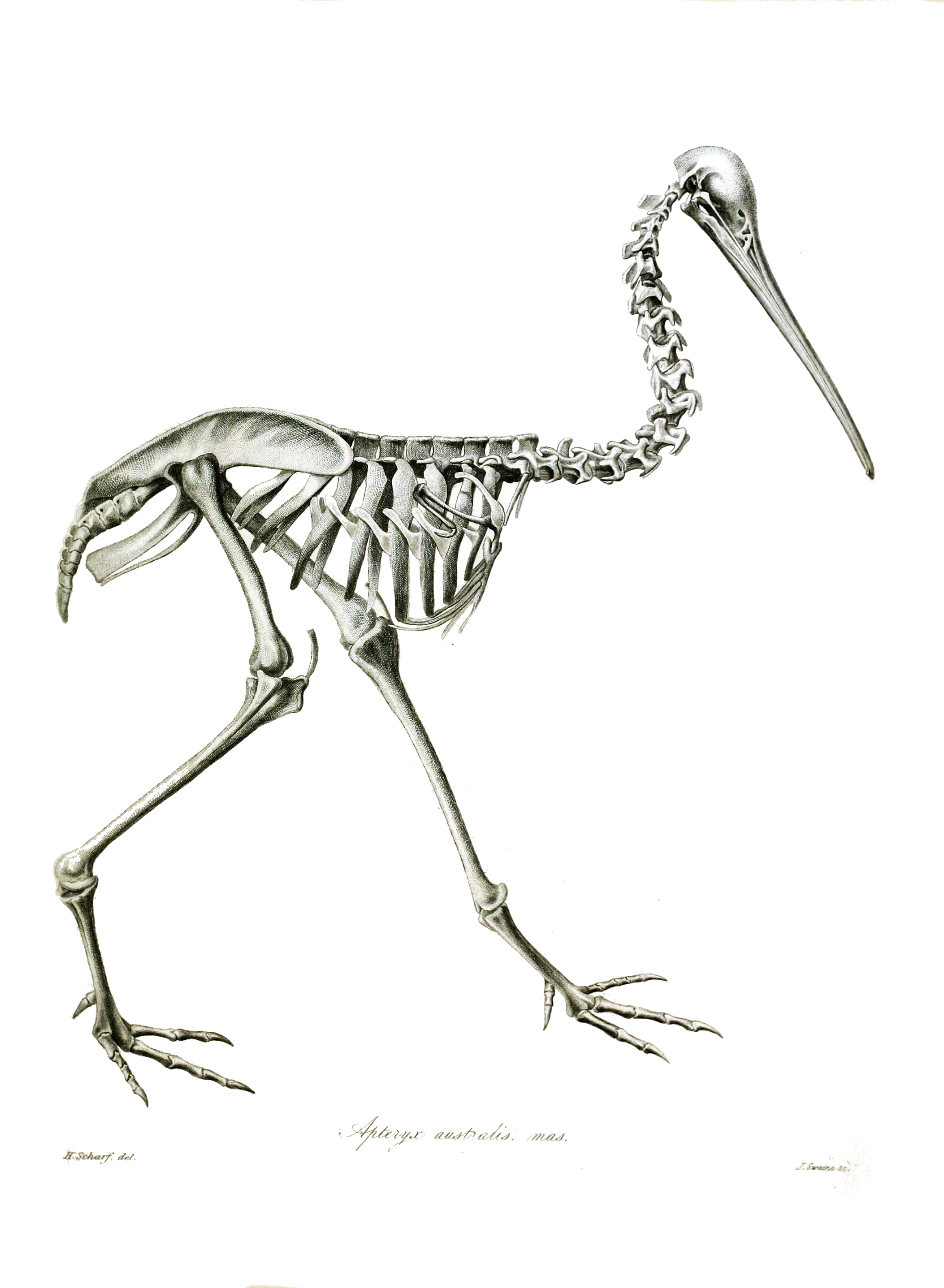
Vue latérale du squelette du Kiwi austral.
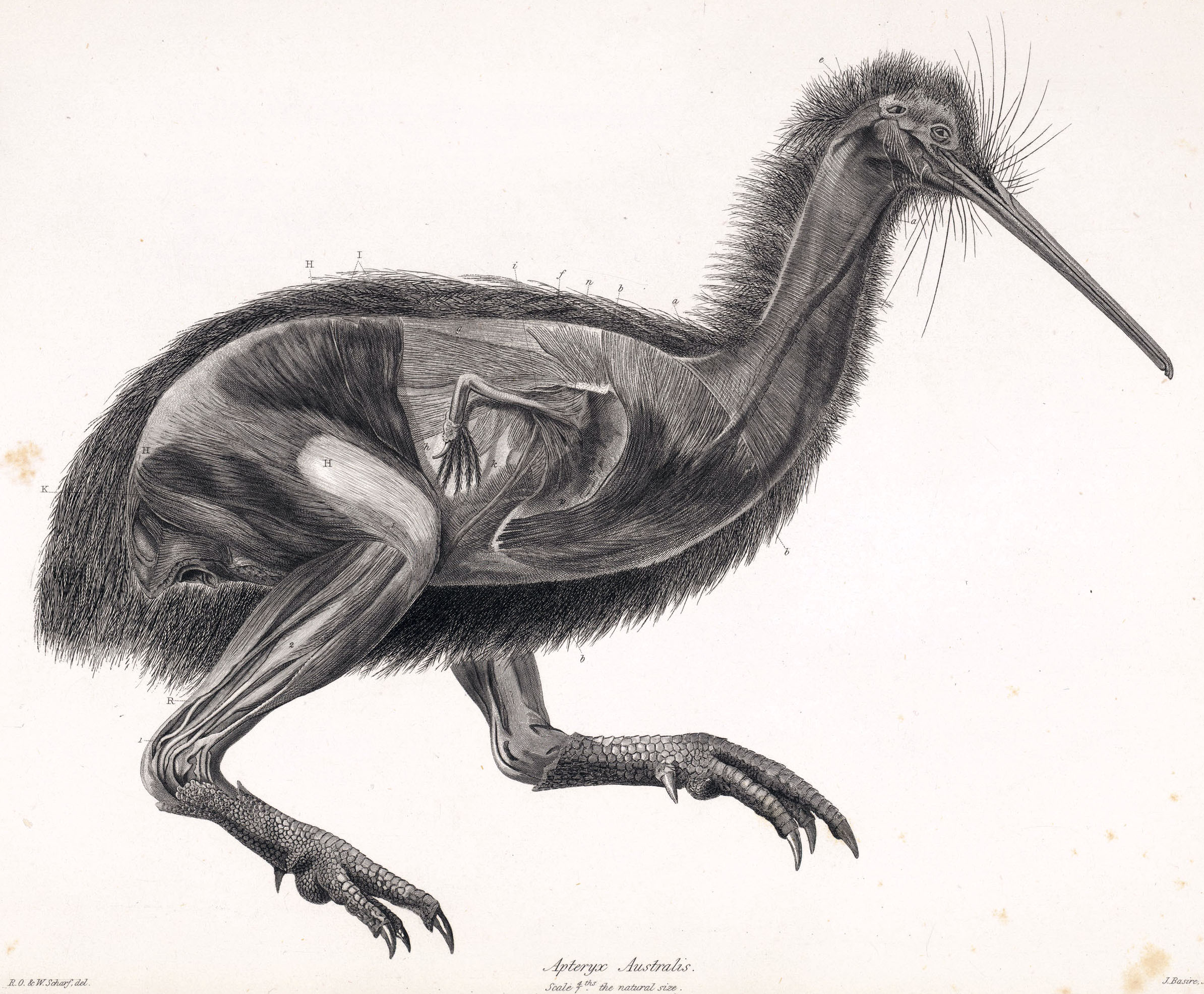
Vue latérale des muscles et des ailes du Kiwi austral.
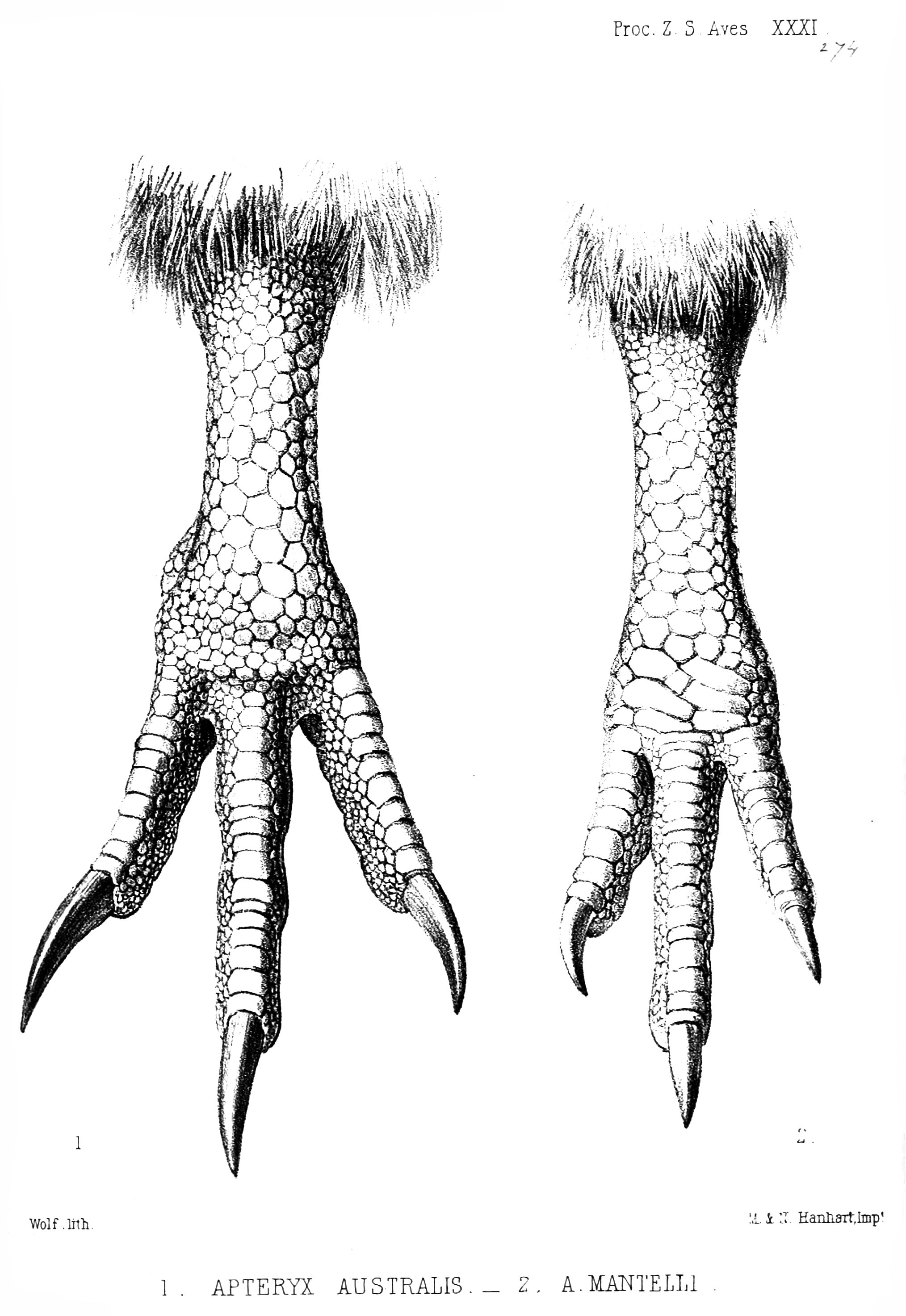
Pattes d'un Kiwi austral (à gauche) et d'un Kiwi de Mantell (à droite).

## Écologie et comportement

### Alimentation
Le Kiwi austral chasse la nuit et se nourrit principalement d'invertébrés (vers, araignées, larves d'insectes...). Sa vue étant médiocre, il repère ses proies grâce à son odorat. Durant les périodes les plus chaudes, il complète son régime alimentaire de fruits,.

## Répartition et habitat

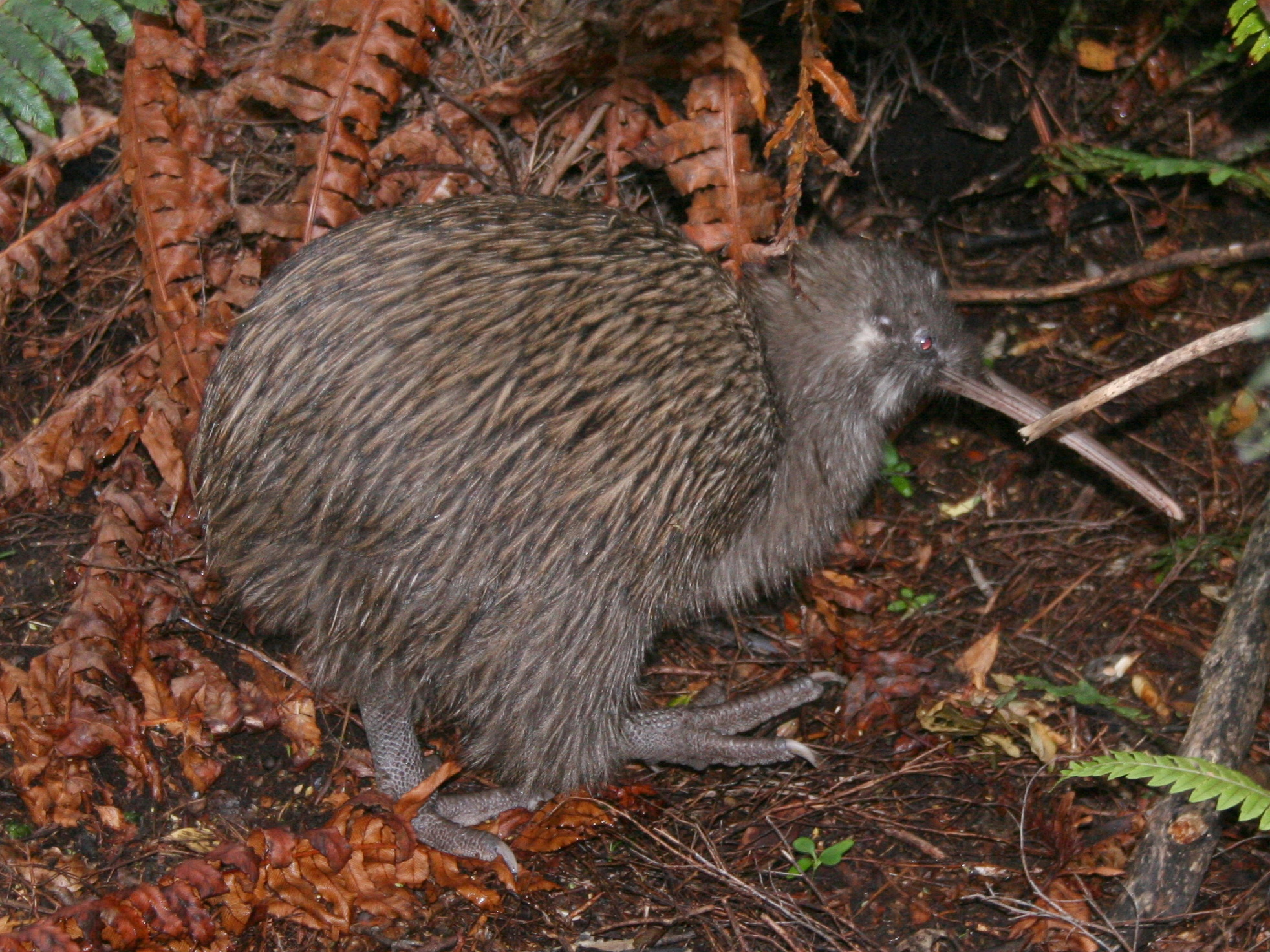
Kiwi austral sur l'île Stewart.

Le Kiwi austral vit dans le sud de la Nouvelle-Zélande. On le trouve dans les forêts denses de l'île Stewart, des régions de Southland et de West Coast.

## Sous-espèces
Selon la classification de référence du Congrès ornithologique international (version 15.1, 2025) et d'après Alan P. Peterson, cette espèce est constituée des deux sous-espèces suivantes :
- Apteryx australis australis Shaw, 1813 — Sud-Ouest de l'Île du Sud ;
- Apteryx australis lawryi Rothschild, 1893 — Île Stewart.

Le Kiwi brun de l'île du nord (Apteryx mantelli) est maintenant considéré comme une espèce séparée du Kiwi austral.